# 曹真
曹真（2世紀—231年），字子丹，漢末三國時代曹魏名將，曹操的族子，也是曹丕的托孤對象。當初其父為曹操招募兵馬被殺，曹操憐憫曹真而特別厚待。在曹魏的表現出眾，多次抵禦諸葛亮北伐，官至大将军、大司马，曹真死後諡為元侯。

## 生平

### 撫孤之痛
《三國志》裴注引魏略記載，曹真本姓秦，為曹操所收養。或有一說是其父「秦伯南」為曹操摯友。興平末年（195年），豫州刺史黃琬謀害曹操，曹操逃到秦伯南那裡，秦伯南開門接收曹操。追兵問秦伯南曹操在哪，秦伯南回答：「我就是。」然後被殺。因此，曹操思秦伯南之功而收養曹真，才轉姓曹，亦將其父改為曹伯南，不過此說法與陳壽正文矛盾。

### 虎豹突擊
曹操起兵時，曹真之父曹伯南為曹操招募兵馬，後為豫州刺史黃琬所害，曹操於是收養喪父的曹真。有一次出外狩獵時，老虎跟在其後，曹真回馬一箭，老虎應聲而倒，曹操稱讚他力大勇猛，并以他使將虎豹騎，討伐靈丘賊後受封靈壽亭侯。
後為左將軍，破劉備別將於下辨，拜中堅將軍，至長安後領中領軍，不久夏侯淵戰死，曹操以曹真為征蜀護軍，督徐晃等人於陽平打敗劉備的別將高翔，後曹操至漢中，便使曹真與曹洪等轉屯陳倉。
至黃初元年（220年）曹丕即帝位後，以曹真為鎮西將軍，假節，並都督雍州及涼州諸軍事，進封東鄉侯。後遣費曜到酒泉討平並斬殺叛亂的張進。後於黃初三年（222年)回洛陽，升至上軍大將軍，假節鉞，與夏侯尚等征伐孫權，並攻打江陵，但被吴将朱然击败。又轉為中軍大將軍。文帝死後，曹真與陳群和司馬懿受遺詔輔政，曹叡即位後，封召陵侯，官至大將軍。

### 執節平敵
太和二年（228年），蜀漢丞相諸葛亮北伐，南安、天水和安定三郡皆降蜀漢，明帝於是親征至長安，遣曹真督軍於郿縣，命張郃攻馬謖，大破蜀漢軍，並逼使其退卻。安定的百姓楊條等人擄了一些官吏和百姓在月支城防守，曹真便進軍圍攻。楊條向手下眾人說：「大將軍親自來到，我願意早些投降。」便將自己縛起出城投降。自此三郡又復歸魏。曹真認為諸葛亮此次於祁山戰敗，及後必攻陳倉，於是命將軍郝昭、王雙守陳倉，並加強防守。翌年春天諸葛亮果然攻打陳倉，郝昭早已有備而戰，諸葛亮不能攻克，同時蜀漢軍隊兵糧不足，致使諸葛亮無功而還。
及後曹真獲增邑至二千九百戶，於太和四年二年癸巳日（230年3月16日），曹真官至大司馬，獲賜可帶劍穿鞋拜見皇帝（劍履上殿），入朝不用小步快走（入朝不趨）。曹真上表認為蜀漢多次犯境，建議攻伐蜀漢，分幾路進攻，可以大勝。明帝接納，並親自送別曹真，曹真於是從長安出兵，從子午道入；司馬懿經漢水進軍，另外有部分於斜谷入，從多路進攻蜀漢，但因天雨而罷兵。後曹真得病，回洛陽，次年（231年）三月逝世，諡元侯。

## 人物特徵

### 體態
曹真力大勇猛，有一次出外狩獵時，老虎跟在其後，曹真回馬一箭，老虎應聲而倒，曹操稱讚他力大勇猛，於是便將虎豹騎的統領權交給他（註：曹魏的虎豹騎並非單獨一人持有統領權）。
曹真體態肥胖，曾發生文帝寵臣吳質於筵席命人模仿取笑，導致兩人幾乎于席間拔劍相向的事件。

### 性格
《三國志》記載曹真體恤將士，若軍賞不足，命以自己私財贈予兵士。
另外曹真亦因為可憐宗人曹遵和同鄉朱贊的兒子年少喪父，曾把自己的食邑分給他們。

### 馬
崔豹《古今注·卷下》曰：曹真有駃馬，名為驚帆。言其馳驟如烈風之舉帆也。

## 曹真碑
清道光二十三年（1843年）发现于陕西省西安市南郊，发现时碑已残断，只存中间部分。碑阳存字20行，231字，记曹真生平业绩；碑阴存字30行，每行10至20字，刻立碑者姓名、官职、籍贯。两侧刻蟠龙。
方若在清末著作《校碑随筆》記載，有關諸葛亮及其被刻為「蜀賊」的字眼在出土前被鑿去。
现存放于故宫博物院。
注：故宫博物院网站上的拓本缺部分内容（比如“屠蜀贼”三字）。据王孝禹拓本补。
碑阳

？？？之后陈氏有齐国当愍王时？宋并其？？

？為基长以清慎为限交以亲仁为上仕以忠？？

？？骑矢石间豫侍坐公子将龢同生使少长有？

？？公使持节镇西将军遂牧我州张掖张进？？

？？？羌胡诳之妖道公张罗设宑陷之坑网？？

？？？？公不能于是征公拜上军大将军拥？？

？？？毂节钺如故

？？？蜀贼诸葛亮称兵上邽公拜大将军授？？

？？？援于贼公斩其造意显有忠义原有胁？？

？？？？约立化柔嘉百姓恃戴若卬阳春？？？

？？？冬霜于陆议奋雷霆于朱然屠蜀贼于？？

？？？行绩家有注记岂我末臣所能备载？？？

？？？？兵如何勿旌一命而俯宋孔之敬？？？

？？？？？从俗以柱灋不恣世以违宪宽？？？

？？？？？？嗟悼群寮哀酸赙赗之赠礼？？？

？？？？？？冀今赵护大尉掾严武雝州？？？

？？？？？？岳登华岱鑚玄石示后嗣？？？？

？？？？？？？为周辅东平峩峩作汉？？？？

？？？？？？毛杖钺牧我陕西威同霜？？？？

？？？？？？？爰立碑作颂万载不刊？？？？

碑阴第一排

？？？？？？？？？安定皇甫？？忠

？？？？？？？？？？孚泰庚

？？？？？？？？馮翊山泰伯謀

？？？？？？？？？？季超

？？？？？？？？？珍仲儉

？？？？？？？？？詳元衡

？？？？？？？？侯安定梁瑋稚才

？？？？？？？郎北地梁幾彦章

？？？？？？隴西彭紃士蒲

？？？？？安定皇甫聲季雍

？？？？？尉北地謝述祖然

？？？？？？？代公時

？？？？？？？竺誼公達

？？？？？北地傅均休平

？？？？？騎都尉西鄉侯京兆張緝敬仲

？？？？司馬馮翊李翼國祐

？？？司農丞北地傅信子思

？？？空茂材北地傅芬蘭石

？？？？將軍司馬安定席觀仲厉

？？？尉主簿中郎天水姜兆元龜

？？？將軍馮翊李先彦進

？？？督廣武亭侯南安龐孚山奉

？？？尉參戰事郎中京兆韓汜德脩

？？領司金丞扶風韋昺巨文

？？前典虞令安定王嘉公惠

？民京令京兆趙審安偉

？民臨濟令扶風士孫秋鄉伯

？民郿令隴西李溫士恭

？民永平令安定皇甫肇幼載

？民中郎扶風士孫？？？

碑阴第二排

州民中郎扶風馬？？？

州民中郎北地衙？？？

州民中郎京兆郭胤？？

州民中郎安定胡牧？？

州民中郎隴西辛？？？

州民秦國長史馮翊？？？？

州民護羌長史安定？？？？

州民西郡長史安定？？？？

州民下辨長天水趙？？？

州民廣至長安定胡？？？

州民脩武長京兆郭凌？？

州民武安長京兆趙欽？？

州民玉門長京兆宗恢？？

州民小平農都尉安定？？？？

州民曲沃農都尉京兆？？？？

州民郎中扶風姜潛公隱

州民郎中安定皇甫隆始

州民郎中馮翊王濟文雍

州民郎中京兆尹夏休和

州民郎中天水尹輦叔轂

州民郎中安定胡廣宣祖

州民郎中安定楊宗初伯

州民玉門候京兆鄔靖幼？

州民騎副督天水古成凱伯

州民雍州部從事天水梁苗？？

州民雍州部從事安定皇甫？？？

州民雍州部從事安定梁馥？？

州民雍州從事天水孫承季？

州民雍州從事京兆蕭儀公？

州民雍州書佐安定？？？？

## 家庭

### 父亲
- 曹邵，初平年间随曹操募兵起事，但是被豫州刺史黄琬杀死。

### 兄弟
- 曹彬，曹真之弟，文帝時獲封列侯。

### 姐妹
- 德阳乡主，嫁夏侯尚，生夏侯玄、夏侯徽

### 兒子
由於司馬懿發動高平陵之變後，曹爽投降，族誅三族，曹爽兄弟子嗣均被誅連滅族，因此曹真絕嗣。嘉平中年間，緬懷曹真的功勳，讓曹真族孫曹熙（沒有血緣關係）襲新昌亭侯。
- 曹爽，曹真長子。魏明帝曹叡臨死時，遺詔與司馬懿共同輔助曹芳，官至大將軍，錄尚書事，後又加侍中，權傾朝野。司馬懿發動高平陵之變後，曹爽投降，不久被誅殺。
- 曹羲，曹爽之弟。封列侯，曹爽專政時任中領軍，後隨曹爽投降，曹羲被誅殺。
- 曹訓，封列侯，任武衛將軍，後被司馬懿誅殺。
- 曹則，封列侯。
- 曹彥，封列侯，曹爽專政時任散騎常侍侍講，後被司馬懿誅殺。
- 曹皚，封列侯。

### 孫子
- 曹熙，曹真族孫，曹爽兄弟被誅殺後，曹真一脈已斷，在嘉平年間獲封為新昌亭侯，作為曹真的後嗣。

## 评价
- 曹叡：“大司马有叔向抚孤之仁，晏平久要之分。”“大司马蹈履忠节，佐命二祖，内不恃亲戚之宠，外不骄白屋之士，可谓能持盈守位，劳谦其德者也。”（《三国志·魏书九》）
- 曹植：“知虑深奥，渊然难测。执节平敌，中表维藩。恭以奉上，爱以接下。纳言左右，为帝喉舌。曹大将军也。”（《曹子建文集》）
- 桓範：“曹子丹佳人！”（《三国志·魏书九》）
- 蒋济：“曹真之勋，不可以不祀。”（《晋书·帝纪一》）
- 陈寿：“夏侯、曹氏，世为婚姻。故惇、渊、仁、洪、休、尚、真等并以亲旧肺腑，贵重于时，左右勋业，咸有效劳。”（《三国志·魏书九》）
- 《曹真碑》：“施陆议于严霜、奋朱然于雷霆。”
- 李贽：“是孔明已知后主之必亡也，而又欲速战以幸其不亡，何哉？岂谓病虽进不得药，而药终不可不进，以故犹欲侥幸于一逞乎？吾恐司马懿、曹真诸人尚在，未可以侥幸也。”（《焚书·卷五读史》）

## 艺术形象

### 三國演義
形象非常矛盾，一方面是被敵軍連敗，掩飾過失的敗將；另一方面也識破過諸葛亮放出司馬懿謀反的離間計。臥病時顧全大局地主動將都督印讓與司馬懿，但最後卻在征蜀失敗後，因一封諸葛亮寄給他的書信導致激憤而死。歷史上曹真的功績，全部都轉到司馬懿身上。

### 影视
- 中國中央電視台電視劇《三國演義》（1994年）：郑强
- 香港電視劇《醫神華佗》（2000年）：蔡國慶
- 中國電視劇《三国》（2010年）：赵晋
- 中國電影《銅雀臺》（2012年）：王羽铮
- 中国电视剧《新洛神》（2013年）：孙昊宸
- 中國電視劇《大軍師司馬懿之軍師聯盟》/《大軍師司馬懿之虎嘯龍吟》（2017年）：章贺
- 日本電影《狼獵人出發！人狼 三國志篇》（2023年）：田淵累生

### 漫畫形象
- 《火鳳燎原》（陳某）:

## 延伸阅读
[在维基数据编辑]
 《三國志·卷09》，出自陳壽《三國志》
 在维基共享资源阅览影像